# Friedrich Wilhelm von Scharden
Friedrich Wilhelm Scharden, ab 1721 von Scharden (* 29. Oktober 1671 in Berlin; † 26. März 1734 in Halle (Saale)) war ein deutscher reformierter Theologe und kurfürstlich-brandenburgischer Hof- und Domprediger.

## Leben
Friedrich Wilhelm Scharden war ein Sohn des Bürgermeisters in Berlin, Levin Schardius, und der Catharina Gertraut Bergius (1648–1705), Tochter des Hofpredigers Johannes Bergius. Er besuchte das Joachimsthalsche Gymnasium in Berlin und studierte anschließend von 1687 bis 1690 an der Universität Frankfurt (Oder), ging dann zurück nach Berlin und studierte von 1692 bis 1693 bei Samuel Andreae an der Universität Marburg. Anschließend unternahm er eine Studienreise, die ihn über Kassel, Bremen, Amsterdam, Leiden und Utrecht bis nach England führte. Dort besuchte er Canterbury und London und machte Studien in Cambridge und Oxford. Bis Ende 1695 kehrte er dann, nach einigen Wochen Aufenthalt in Hamburg, nach Berlin zurück. 1696 wurde er zum Hofprediger der Schlosskirche Köpenick ordiniert, wurde 1699 Hofprediger und Konsistorialrat in Küstrin und ab 1702 Erster Domprediger in Halle (Saale). Ab 1703 war er auch Kurator des Fräuleinstifts in Jena. Er war auch Konsistorialrat sowie ab 1711 Inspektor der deutschen und wallonischen Kirchen im Herzogtum Magdeburg. 1721 wurde er geadelt.

## Familie
Friedrich Wilhelm Scharden heiratete 1697 Florentine Friederike Magirus (1681–1725). Das Paar hatte sechs Söhne und sechs Töchter, von denen drei Söhne und vier Töchter im Kindesalter starben. Der Sohn Nicolaus Ludwig (1704–1741) wurde Geheimer Postrat, sowie Hof- und Kammergerichtsrat in Berlin und ab 1734 Mitglied der Preußischen Akademie der Wissenschaften. In zweiter Ehe war Friedrich Wilhelm Scharden ab 1727 mit Anna Catharina Dalhausen verheiratet.

## Schriften
- Catechismus : Bestehende aus drey Haupt-Theilen, Nemlich Einer Glaubens-Lehre. Die da zeiget, Was der Mensch, der da selig werden will, glauben müsse. Einer Lebens-Lehre. Die da anweiset, Wie sich ein solcher in seinem ganzen Leben gegen Gott, sich selbst und seinen Nechsten zu verhalten habe. Einer Trost-Lehre. Die da zeiget, Womit er sich wider alles Widrige im Leben trösten könne. Halle 1711